# Eleonora Sergio
Eleonora Sergio (Lecce, 31 marzo 1979) è un'attrice italiana.

## Biografia
Ha recitato in numerose fiction televisive, come Il commissario per la regia di Alessandro Capone nel 2001, Il capo dei capi nel 2007,  Distretto di Polizia 8 nel 2006 e nel 2008, I delitti del cuoco di Alessandro Capone nel 2010; nel 2011 entra a far parte del cast dell'ottava stagione di Don Matteo nel ruolo della PM Andrea Conti.
Al cinema ha recitato nel film Che ne sarà di noi diretto da Giovanni Veronesi.

## Filmografia

### Cinema
- Liberate i pesci!, regia di Cristina Comencini (2000)
- Che ne sarà di noi, regia di Giovanni Veronesi (2004)
- Sotto una buona stella, regia di Carlo Verdone (2014)

### Televisione
- Una donna per amico 2, regia di Rossella Izzo (2000)
- Per amore per vendetta, regia di Mario Caiano (2000)
- Il commissario, regia di Alessandro Capone (2001)
- La squadra 2, registi vari (2001)
- Cinecittà, regia di Alberto Manni (2003)
- Un papà quasi perfetto, regia di Maurizio Dell'Orso (2003)
- La squadra 4, registi vari (2003)
- Un caso di coscienza 2, regia di Luigi Perelli (2004)
- Il giudice Mastrangelo, regia di Enrico Oldoini (2005)
- Il capitano, regia di Vittorio Sindoni (2005)
- 48 ore, regia di Eros Puglielli (2006)
- Distretto di Polizia 6, regia di Antonello Grimaldi – serie TV, episodio 6x04 (2006)
- Il capo dei capi, regia di Enzo Monteleone e Alexis Cahill (2007)
- Distretto di Polizia 8, regia di Alessandro Capone – serie TV, episodio 8x01 (2008)
- Due mamme di troppo – film TV, interpreta: Allegra (2009)
- Apnea, regia di Andrea Traina (2009)
- I delitti del cuoco, regia di Alessandro Capone (2010)
- Un medico in famiglia – serie TV, solo la settima stagione (2011)
- Anna e i cinque 2 (2011)
- L'amore non basta (quasi mai...) – miniserie TV, interpreta: Allegra (2011)
- Don Matteo (st 8), regia di Giulio Base – Serie TV, interpreta: Andrea Conti (2011)
- Un passo dal cielo (st 2) – Serie TV (2012)
- Il bambino cattivo, regia di Pupi Avati (2013)
- Il giudice meschino, regia di Carlo Carlei (2014)
- Gli anni spezzati - L'ingegnere, regia di Graziano Diana (2014)
- Purché finisca bene-Una Ferrari per due, regia di Fabrizio Costa (2014)
- Il restauratore 2, regia di Enrico Oldoini – serie TV, episodi: 2x14 - "Il gladiatore" e 2x16 - "Il prezzo della verità"
- Sfida al cielo - La narcotici 2, regia di Michele Soavi - Serie TV (2015)
- I misteri di Laura, regia di Alberto Ferrari - Serie TV (2015)
- Solo per amore - Serie TV (2016)
- I bastardi di Pizzofalcone, regia di Carlo Carlei – serie TV,  episodio 1x06 (2017)
- La fuggitiva, regia di Carlo Carlei – miniserie TV, puntate 5 e 8 (2021)